# Ligyrophobie
Ligyrophobie (von altgriechisch λιγυρός ligyrós, deutsch 'laut tönend' oder 'vom durchdringenden, scharfen Ton', und φόβος phóbos, deutsch ‚Furcht‘) beschreibt die panische Angst vor plötzlichen, sehr lauten Geräuschen (insbesondere Knallgeräuschen). Oft handelt es sich dabei um Umgebungsgeräusche, die dem Menschen und dessen Gehör keinen Schaden zufügen können. Ligyrophobie unterscheidet sich von Hyperakusis und Misophonie, da das Unwohlsein bei den betroffenen Personen nicht durch ein bestimmtes Geräusch selbst erzeugt wird, sondern durch die Angst, dass dieses Geräusch auftreten könnte. Betroffene Personen fürchten z. B. das Zerplatzen von Luftballons oder knallende Türen. Besonders leiden diese Menschen zu Silvester, da sie dann stark unter den abgefeuerten Raketen und kleineren Feuerwerkskörpern wie Böllern leiden.
Phonophobie und andere auf Geräusche bezogene Phobien (Sonophobie, Akustikophobie) sind dabei schwer abzugrenzen und werden teilweise als synonym angesehen.
In der Psychiatrie haben solche Bezeichnungen von spezifischen Phobien kaum noch Bedeutung, siehe dazu Liste von Phobien.